# Corso Regina Margherita
El Corso Regina Margherita (conocido simplemente como Corso Regina por los turineses) es una de las calles más importantes de la ciudad de Turín, Italia, célebre por ser la calle más larga de la ciudad con 8 km.
Dedicado a la reina Margarita de Saboya, primera reina de Italia, la calle fue trazada en el siglo XIX, cuando Turín empezó su expansión más allá del antiguo perímetro de las murallas, empezando a convertirse en ciudad industrial. Antes del trazado existía una calle, llamada primero Strada della Circonvallazione y luego Viale San Massimo e di Santa Barbara, debido al nombre de algunas fuentes de agua presentes a la altura de Porta Palazzo.
El Corso Regina Margherita atraviesa la ciudad de este a oeste, separando el norte de Turín del centro histórico. A partir del lado este, es decir del río Po, la calle recorre el barrio de Vanchiglia, pasa al lado de los Jardines Reales y las Porte Palatine y mediante un túnel, inaugurado en junio de 2000, supera Porta Palazzo, delimitando el límite entre el barrio Aurora al norte y el centro histórico al sur.
Siguiendo en dirección oeste, atraviesa el Rondò della Forca, donde hasta el siglo XIX eran ahorcados públicamente los condenados a muerte, en la que hay desde 1961 un monumento dedicado a Giuseppe Cafasso, el llamado "sacerdote de los ahorcados"; posteriormente continúa en el rione Valdocco y, superado el Corso Principe Oddone mediante otro paso subterráneo, atraviesa el barrio San Donato, para rodear el lado norte del Parco della Pellerina y terminar en el extremo oeste de la ciudad, en la entrada de la circunvalación de Turín.
En el Corso Regina Margherita se ubica la sede principal de los bomberos, que inicialmente tenían su sede histórica en la Piazza della Repubblica. Posteriormente fue trasladada al número 200, mientras que en los últimos años se trasladó a la nueva estructura frente al Parco della Pellerina.
En esta misma calle se situaba en el número 242 la sede histórica de la empresa de dulces productora de las famosas Pastiglie Leone, ahora en proceso de reconversión residencial.

## Sede de Venchi & Unica y fábrica militar

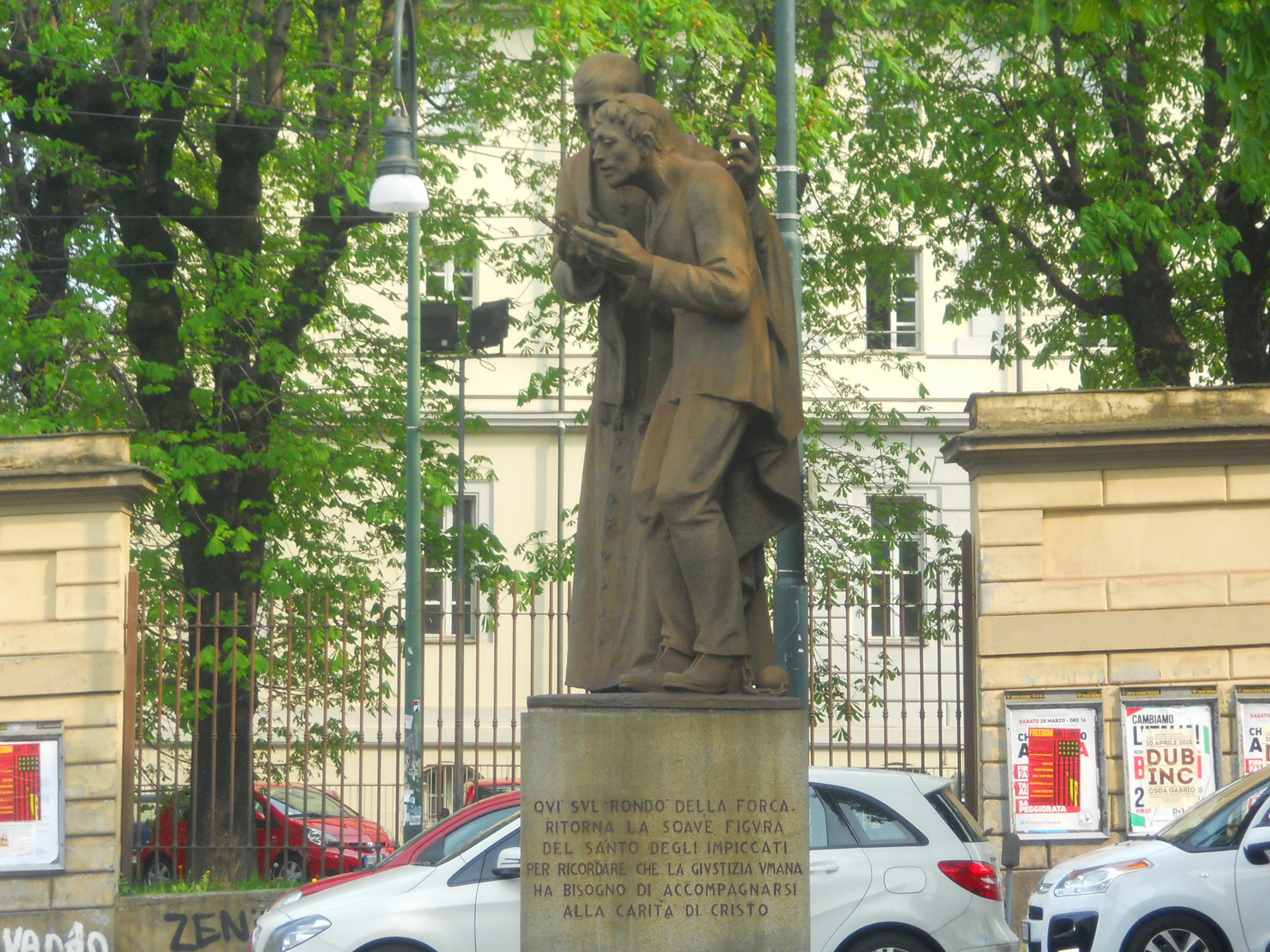
Monumento a S. Giuseppe Cafasso en el Rondò della forca.

La empresa de confeti y caramelos Silvano Venchi & C. nació en 1878 en Vanchiglia, pero en 1905 decidieron la construcción de un nuevo establecimiento en el número 16 del Corso Regina Margherita, con más de 12 000 m² y capacidad para unos quinientos trabajadores. En 1907 el ingeniero Pietro Fenoglio (1865-1927) proyectó un edificio industrial con oficinas, mientras que las elevaciones de los cuerpos laterales son posteriores. Desde 1934 las dos empresas de dulces más importantes de Turín, Venchi y UNICA, esta última creada en 1924, se unieron en una única marca llamada Venchi & Unica.
En 1938 el edificio fue expropiado por el Ejército para fabricar calzado y otros objetos de cuero. Esta fábrica militar fue bombardeada la noche del 13 de julio de 1943 por aviones ingleses con bombas de gran calibre. Tras los bombardeos se destruyeron cinco locales de uso industrial. El resto, excepto seis locales que permanecieron sin daños, fue gravemente dañado con el derrumbe de muros y techos.
Abandonado por los militares de guardia, entre el 9 y el 10 de septiembre de 1943, tras la retirada del ejército posterior al armisticio, el depósito fue invadido por los habitantes de la zona, que buscaban ropa, zapatos, mantas y telas, entonces imposibles de encontrar tras tres años de guerra. En torno al mediodía del 11 de septiembre, algunas patrullas alemanas entraron bruscamente en la fábrica disparando y lanzando granadas hacia la multitud que la estaba vaciando: cayeron al suelo nueve muertos y diecisiete heridos.
Actualmente el edificio es sede de la Asociación Nacional de Bersaglieri, de la Asociación Nacional de Parcaidistas de Italia y de la Asociación Nacional de Voluntarios de Guerra.

## Transporte
La calle está recorrida por numerosas líneas de tranvía y autobús de la red GTT.
La calle tiene durante gran parte de su trazado calzadas separadas colocadas a los lados de la calzada central, reservadas a los tranvías e inaccesibles al tráfico rodado con la única excepción de los cruces y algunos tramos donde hay carriles preferenciales. La presencia de estas calzadas separadas incrementa la competitividad del tranvía respecto a los automóviles, sobre todo en caso de gran tráfico en la calzada, aumentada por el hecho de que no están asfaltadas (a diferencia del Corso Giulio Cesare), lo que no permite físicamente el acceso de otros medios que no sean el tranvía.
Esta peculiaridad de la calle se debe a un proyecto de 1982 de una red de metro ligero destinada a cubrir las calles más importantes de la ciudad.
Otra característica de la calle es que es la única por la que pasan todas las líneas de tranvía, sea trasversalmente (4, 9, 9/, 10, 15) o en sus calzadas separadas (3, 6, 7 histórica, 16 Circular Izquierda, 16 Circular Derecha).
Desde 1884 hasta 1954 el Corso Regina Margherita era recorrido por los trenes del tranvía interurbano hacia Settimo Torinese; desde 1927 hasta 1940 en el Corso Regina Margherita estaba la estación del tranvía interurbano hacia Chivasso y Brusasco.

## Obras en curso
Mientras continuaban las obras en el Corso Principe Oddone, el paso subterráneo más antiguo fue objeto de obras relacionadas con la finalización del pasante ferroviario, en correspondencia del cruce con dicha calle. El tramo fue reabierto el 7 de diciembre de 2011 tras casi un año de obras, durante los que se ha demolido la antigua estructura de 1927 y se ha realizado una nueva impermeabilización de la calzada.

## Proyectos futuros
Según el proyecto aprobado recientemente por la región de Piamonte, la calle será afectada por las obras de la Línea 2 del Metro de Turín, cuya primera fase contempla la realización de la estación Regina Margherita, que se situará cerca de la confluencia con el Corso San Maurizio.

## Galería de imágenes

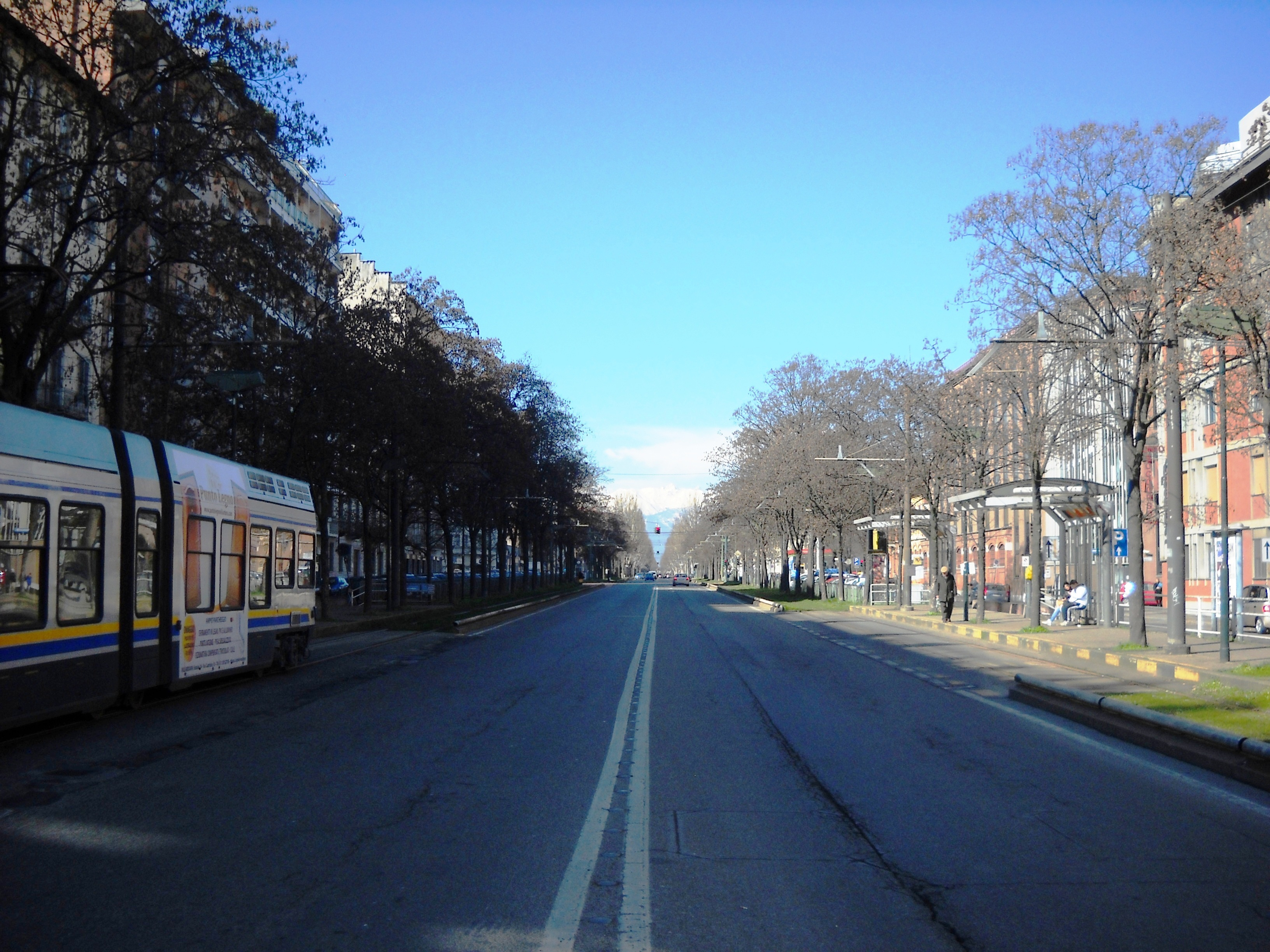
Imagen panorámica de la calle vista desde el Lungo Po.
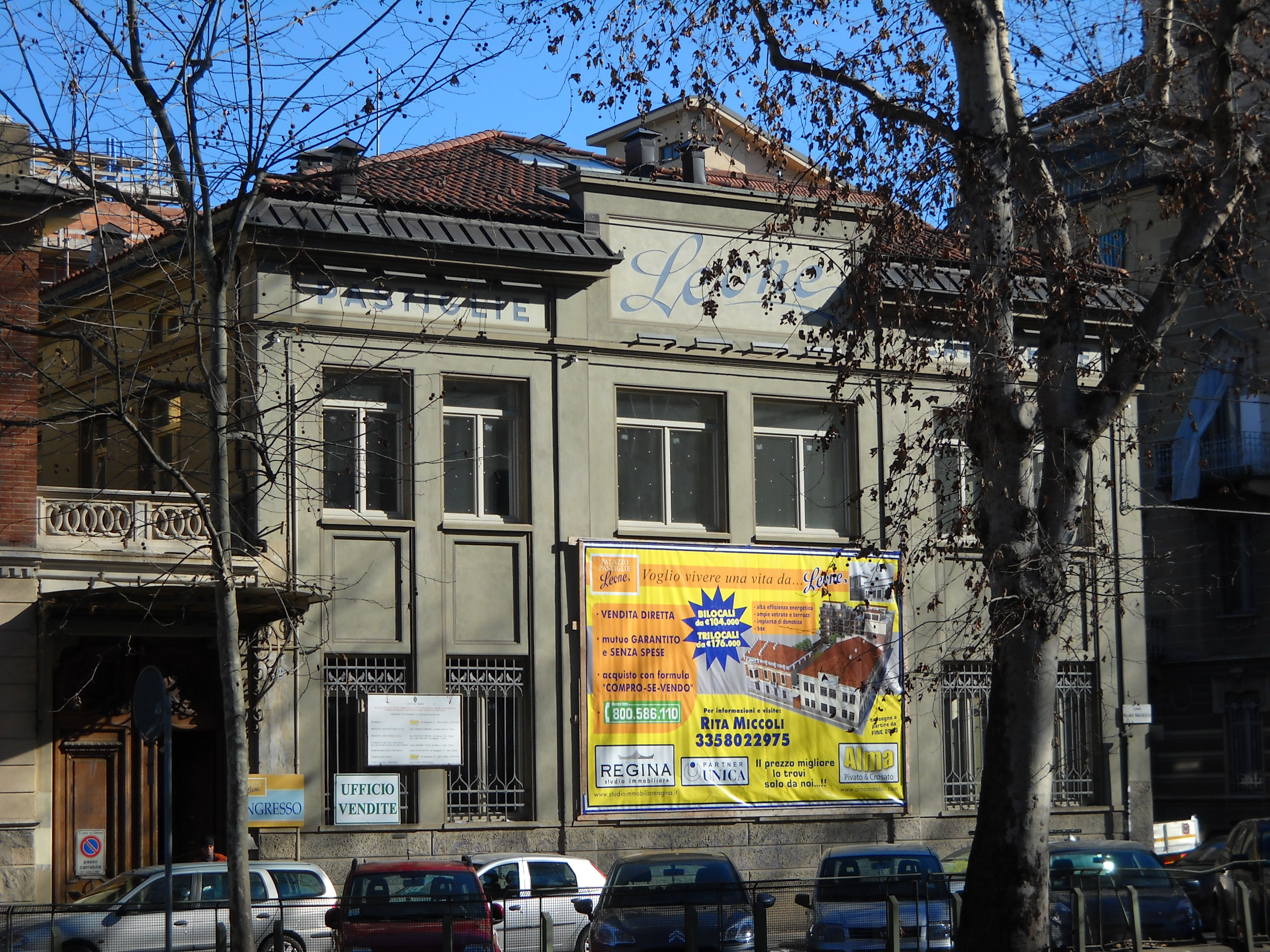
Antigua sede de la empresa de dulces Pastiglie Leone, actualmente en fase de reconversión residencial.
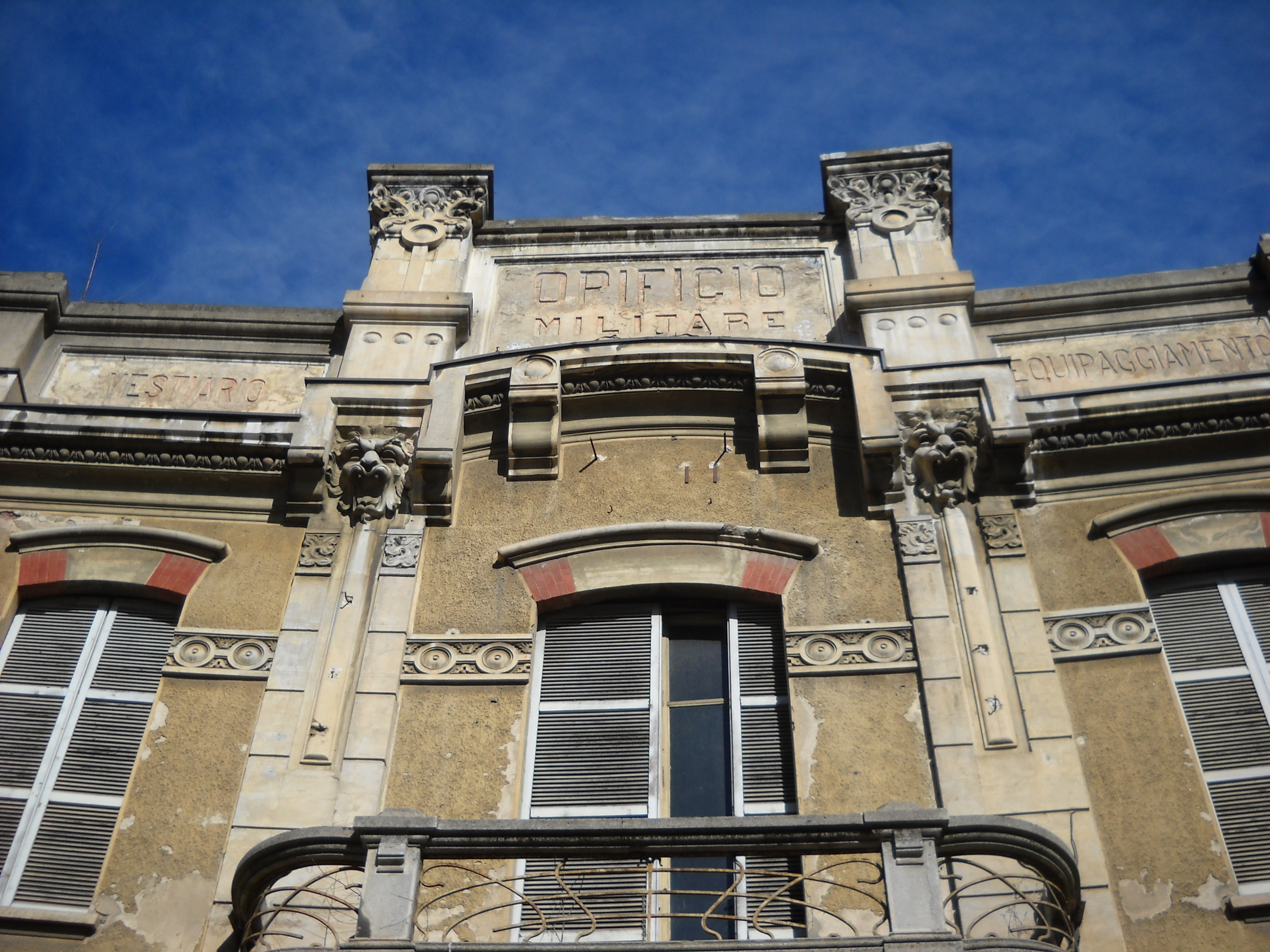
Fachada de la antigua fábrica militar.